# Krampen (Gemeinde Neuberg)
Krampen ist eine Ortschaft und eine Katastralgemeinde der Gemeinde Neuberg an der Mürz im Bezirk Bruck-Mürzzuschlag in Steiermark.

## Geografie
Das Dorf an der Mürz liegt zwischen Mürzsteg und Neuberg und besteht weiters aus der Rotte Karlgraben, den zerstreuten Häusern Tirol sowie einigen Einzellagen. Das Jagdhaus am Eisernen Thörl oberhalb von Tirol wurde Mitte des 19. Jahrhunderts für Kaiser Franz Joseph errichtet und später zur Jagdvilla ausgebaut. Es steht unter Denkmalschutz (Listeneintrag).

## Siedlungsentwicklung
Zum Jahreswechsel 1979/1980 befanden sich in der Katastralgemeinde Krampen insgesamt 115 Bauflächen mit 28.573 m² und 96 Gärten auf 35.303 m², 1989/1990 gab es 122 Bauflächen. 1999/2000 war die Zahl der Bauflächen auf 391 angewachsen und 2009/2010 bestanden 170 Gebäude auf 411 Bauflächen.

## Geschichte
Laut Adressbuch von Österreich waren im Jahr 1938 in Krampen ein Verkehrsunternehmer, ein Fuhrwerker, fünf Gastwirte, zwei Gemischtwarenhändler, ein Holzhändler, zwei Schuster und ein Landwirt mit Ab-Hof-Verkauf ansässig. Weiters gab es beim Ort ein Elektrizitätswerk.

## Bodennutzung
Die Katastralgemeinde ist land- und forstwirtschaftlich geprägt. 127 Hektar wurden zum Jahreswechsel 1979/1980 landwirtschaftlich genutzt und 1.995 Hektar waren forstwirtschaftlich geführte Waldflächen. 1999/2000 wurde auf 193 Hektar Landwirtschaft betrieben und 2.025 Hektar waren als forstwirtschaftlich genutzte Flächen ausgewiesen. Ende 2018 waren 79 Hektar als landwirtschaftliche Flächen genutzt und Forstwirtschaft wurde auf 1.937 Hektar betrieben. Die durchschnittliche Bodenklimazahl von Krampen beträgt 10,9 (Stand 2010).